# 加里·科尼耶
加里·科尼耶（法語：Garry Conille，法語發音：[ɡaʁi kɔnij]；1966年2月26日—），海地学者、发展工作者、作家，曾兩度担任海地总理，分別是2011年至2012年担任总理，以及2024年擔任代理總理。
他的父親曾於杜瓦利埃王朝出任青年及體育部長。